# Enigma orei
Enigma orei este o pictură realizată de pictorul italian metafizic Giorgio de Chirico. El a creat această lucrare în perioada sa timpurie, la Florența, când s-a concentrat pe reprezentări metafizice ale piețelor și altor medii urbane. Nu este clar dacă pictura a fost datată 1910 sau 1911.
Enigma înfățișează o scenă urbană cu arhitectură clasică și iluminare unghiulară, caracteristici distinctive ale lui de Chirico. Mai multe figuri din scenă au trăsături vagi, pentru a sugera că sunt absente. Deasupra scenei se află un ceas mare care arată ora trei fără cinci minute. Luca Cottini a menționat că ceasul „...[sugerează] paradoxul unui 'prezent etern', situat la limita unei revelații atemporale și a temporalității în mișcare, și [întrupează] enigma naturii sale.” Peter G. Toohey a afirmat că figura în alb îl reprezintă pe Odiseu.
Într-un fel, Enigma orei poate fi considerată prima lucrare conceptuală; „artistul nu a căutat să găsească o nouă modalitate de a reda ceea ce este vizibil, așa cum a făcut Picasso, sau să exprime o stare emoțională prin forme și culori abstracte, așa cum a făcut Kandinsky; mai degrabă, aspirația lui de Chirico a fost să traducă un gând sau un concept filozofic în formele artelor plastice”.